# Doktor Moreaus ö
Doktor Moreaus ö (engelska: The Island of Doctor Moreau) är en roman av H.G. Wells publicerad år 1896. En svensk översättning av Roland Adlerberth trycktes 1976.

## Handling
Edward Prendick hamnar på en ö efter skeppsbrott. Ön bebos av vetenskapsmännen doktor Moreau och Montgomery och flera underliga varelser som männen forskar på. Moreau är en vivisektionist som lämnade England 11 år tidigare efter en skandal då en flådd hund flydde från hans laboratorium. Under berättelsens gång uppdagar Prendick att Moreau skapar människoliknande varelser av djur genom kirurgi - dessa varelser får också mänsklig intelligens, men glömmer att de varit djur. Processen är dock inte perfekt, då varelserna återgår till ett mer djuriskt tillstånd med tiden. Varelserna har ett eget samhälle i djunglerna utanför Moreaus område. De vördar Moreau som en gud och har lagar som förbjuder dem att döda, äta kött och bete sig som djur. Ordningen på ön faller samman efter att en varelse, baserad på en puma, sliter sig från sina fjättrar under en av Moreaus operationer och dödar honom. Prendick lyckas övertyga några av varelserna att Moreau fortfarande lever och vakar över dem från himlen. Han lever med dem under en tid till dess att han lyckas lämna ön. Prendick blir upplockad av ett förbipasserande fartyg och återvänder till England. 
Etiska frågor som ställs är människor som leker Gud med problematiken i att människan bygger liv.

## Andra medier
Boken har tolkats på film ett flertal gånger, bland annat:
- Island of Lost Souls  – 1932
- Förvandlingens ö – 1977
- The Island of Dr. Moreau – 1996